# Đuôi cụt đầu lam
Đuôi cụt đầu lam, tên khoa học Hydrornis baudii, là một loài chim trong họ Pittidae. Chúng là loài đặc hữu của vùng Borneo.